# 阳光高架桥
阳光高架桥（英語：Sunshine Skyway Bridge）座落于美国佛罗里达州的坦帕湾上，是世界上最长的混凝土斜拉桥，全长29,040英尺（约5.5英里，8.85公里）。 它同时也是275号州际公路（I-275，或佛罗里达州93号公路，SR 93）及美国19号高速公路（US 19，或佛罗里达州55号公，SR 55）的组成部分。连接佛罗里达州皮尼拉斯郡的圣彼得堡市与马纳蒂县的palmetto市，并跨穿希尔斯伯勒县的水域。现桥始建于1982年，并于1987年1月11日竣工，4月20日开放通车。
大桥由钢铁与混凝土建造而成。最长一跨为1200英尺（366米），高出水面193英尺（58.8米）。桥塔上的二十一根钢缆穿过九英尺直径的钢管斜拉于桥身双向行车带间的中央隔离区上，支撑起300余件预制混凝土构件组成的整体结构，这种设计可以使车辆的驾驶员毫无遮挡地一览海湾美景。钢缆外的钢管被别具匠心地涂为亮黄色，以代表其所在地佛罗里达州（佛州亦被称为阳光州），该桥优美的外形与炫目的色彩自建成之后即为其赢得盛誉。美国著名有线电视《旅游频道》将阳光高架桥列为世界十大桥梁中的第三位，并评价其为佛罗里达州的地标。

1980年5月9日的撞击事件发生后，一辆悬在桥身塌陷边缘的汽车 –圣彼得堡时报

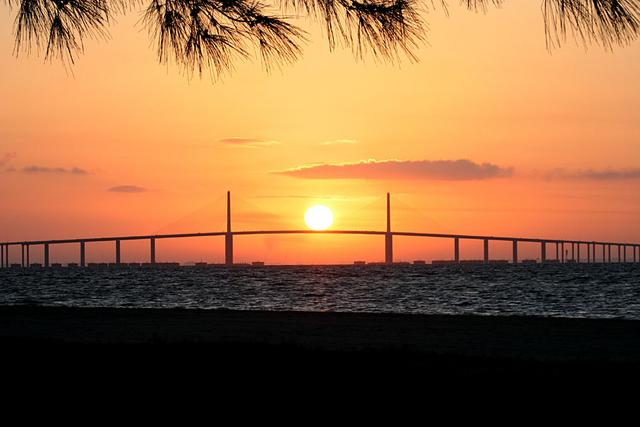
夕阳下的阳光桥

2005年11月，佛罗里达州立法会正式签署一项法案，将此桥冠以该州的一名州长的名字，自此该桥的全称为鲍勃格雷厄姆阳光高架桥（Bob Graham Sunshine Skyway Bridge）。这位州长曾主持了这座大桥的设计与建造，据资料记载，他是在访问法国时看见一座相似的斜拉桥后迸发灵感并提议建造该桥的。该工程由费格与马勒工程集团（Figg & Muller Engineering Group）设计，美国桥梁公司（American Bridge Company）承建，工程总耗资为2.4亿美元。

## 坍塌事故
在此桥修建之前，曾已有座与之相同名字命名的钢结构悬臂桥存在。1954年竣工之初为两车道，1969年扩建了一座与之平行的相似结构，使其通行能力上升至四车道以满足州际公路标准。1980年5月9日，一艘货轮在风暴之中撞上了此桥的桥墩，致使南跨（扩建部分）倒塌，1200英尺（266米）的桥面坠入坦帕湾。多辆汽车包括美国灰狗长途汽车公司的一辆巴士同时落入150英尺（46米）的水中，35人罹难。
一位坠落者由于他所驾驶的皮卡落在了肇事货船的甲板上而幸免于难。之后他对货船的经营公司提出了诉讼，并于1984年得到了十七万五千美元的补偿。在此后的日子里，他时常为自己是这场飞来横祸中的唯一幸存者而感到歉意，直至1989年命之所终。
然而这艘货船的驾驶员却在州大陪审团与海岸警卫队的联合调查中被判定无罪，并在此之后继续他的驾驶工作。但几个月后突如其来的多发性硬化终止了他的职业生涯，最终于2002年使之过世。
旧桥的贯通代替了两岸之间的渡口，使美国19号公路从圣彼得堡市延伸至palmetto市。撞击事件发生之后，北跨不得不将仅剩的两个车道暂作双向行驶，直到现桥建成。1992年此桥被最终拆除，它的两跨的入口处亦被改造成公园，其址位于新桥西南1/2公里处。
格雷厄姆的建桥提议从包括修筑下穿隧道、原址修复等众多方案中脱颖而出，得以付诸实施。保证安全性成为设计中考虑的至高无上的目标，大桥的六个桥墩周围都建造了名叫“海豚”的混凝土障碍岛，足以抵抗高达87000吨的撞击（比1980年那次撞击能量要大得多）。桥梁197英尺的高度可以满足坦帕湾繁忙的通航要求。

## 自杀事件
根据一系列媒体报导的汇集，在旧桥的服役期间（1954年至1987年）就已有51人从桥上跳入坦帕湾的海水自杀。自新桥开通以来，又至少有96人以此方式结束生命，而尝试未遂者比此更多。另外一些失踪者也被怀疑于此跳桥自杀，但由于尸体未能发现而始终不能被确认为死亡。
面对桥上频频发生的自杀事件，州政府于1999年后在桥上安装了6部报警电话，并开始了24小时全天巡逻。2003年，中心接到了18个关于潜在跳桥者的报警电话，他们全部都被成功挽救。然而在新的机制建立后，跳桥自杀的总人数并没有显著下降。
1997年4月27日，一群冒险者在桥上进行了蹦极表演，令人始料未及的是，绳索中途断裂，表演者落入60米下水中，致使严重骨骼断裂和颈部受伤。